# 有限应变理论
有限应变理论（finite strain theory）也稱為大應變理論或大形變理論，是连续介质力学中處理有較大應變或轉動的形變，已不符合无限小应变理论假設下的理論。此情形下，物體在未形變的組態及已形變的組態有明顯的不同。有限应变理论常用於弹性体、塑性變形材料、流体及生物軟組織。

## 位移場
物體的位移可以分為二個分量：剛體位移以及形變。
- 剛體位移包括物體的平移或旋轉，物體的形狀、大小都維持不變。
- 形變表示物體形狀或大小的變化，從未形變的組態{\displaystyle \kappa _{0}({\mathcal {B}})}變成形變後的組態{\displaystyle \kappa _{t}({\mathcal {B}})}。

## 位移梯度張量

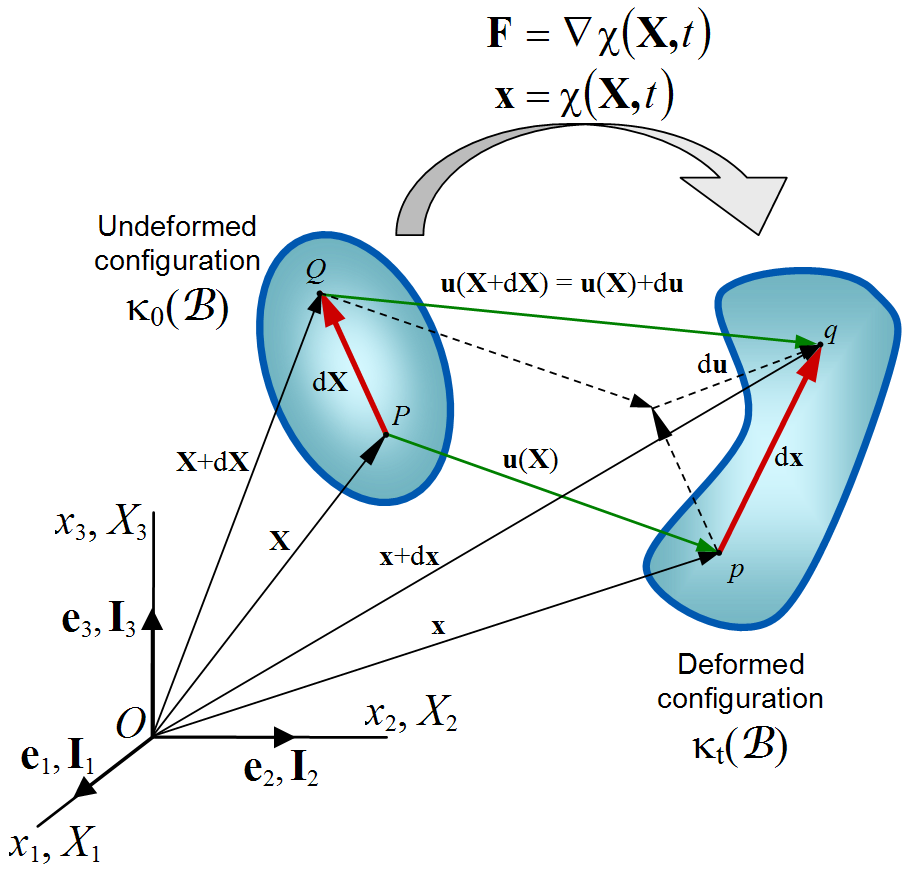
連續體的形變

位移梯度張量（deformation gradient tensor）{\displaystyle \mathbf {F} (\mathbf {X} ,t)=F_{jK}\mathbf {e} _{j}\otimes \mathbf {I} _{K}}和形變前的組態以及目前的組態有關，可以從單位向量{\displaystyle \mathbf {e} _{j}}和{\displaystyle \mathbf {I} _{K}\,\!}中看出，因此其為二點張量。
可以定義二種位移梯度張量。
假設{\displaystyle \chi (\mathbf {X} ,t)\,\!}有連續性，則{\displaystyle \mathbf {F} }存在逆元素{\displaystyle \mathbf {H} =\mathbf {F} ^{-1}\,\!}，其中{\displaystyle \mathbf {H} }為空間位移梯度張量（spatial deformation gradient tensor）。 根據隐函数定理，其雅可比判別式{\displaystyle J(\mathbf {X} ,t)}是非奇點，也就是{\displaystyle J(\mathbf {X} ,t)=\det \mathbf {F} (\mathbf {X} ,t)\neq 0}。
物質位移梯度張量（material deformation gradient tensor）{\displaystyle \mathbf {F} (\mathbf {X} ,t)=F_{jK}\mathbf {e} _{j}\otimes \mathbf {I} _{K}}表示映射函數或是泛函關係{\displaystyle \chi (\mathbf {X} ,t)\,\!}梯度的二維張量（
映射函數或是泛函關係{\displaystyle \chi (\mathbf {X} ,t)\,\!}描述連續介質的運動）。材料位移梯度張量可以說明位置向量為{\displaystyle \mathbf {X} \,\!}的物質點的局部形變（也就是相對鄰近點的形變），其作法是對一個點的物質線元素進行线性映射，從原始組態映射到形變後的組態，其中也是假設映射函數{\displaystyle \chi (\mathbf {X} ,t)\,\!}的連續性，也就是其為{\displaystyle \mathbf {X} }和時間{\displaystyle t\,\!}的可微函数，也就是其形變不會讓crack或是void打開或是關閉。因此可得
{\displaystyle {\begin{aligned}d\mathbf {x} &={\frac {\partial \mathbf {x} }{\partial \mathbf {X} }}\,d\mathbf {X} \qquad &{\text{or}}&\qquad dx_{j}={\frac {\partial x_{j}}{\partial X_{K}}}\,dX_{K}\\&=\nabla \chi (\mathbf {X} ,t)\,d\mathbf {X} \qquad &{\text{or}}&\qquad dx_{j}=F_{jK}\,dX_{K}\,.\\&=\mathbf {F} (\mathbf {X} ,t)\,d\mathbf {X} \end{aligned}}}

## 外部連結
- Prof. Amit Acharya's notes on compatibility on iMechanica （页面存档备份，存于）